# Tyke Peacock
Tyke Peacock (né le 24 février 1961) est un athlète américain spécialiste du saut en hauteur.
Vainqueur des Championnats des États-Unis en 1981, il remporte le concours du saut en hauteur de la Coupe du monde des nations de Rome en franchissant une barre à 2,28 m. Lors des Championnats du monde d'Helsinki, en 1983, Tyke Peacock monte sur la deuxième marche du podium avec 2,32 m, devancé au nombre d'essais par le Soviétique Hennadiy Avdyeyenko. 
Son record personnel est de 2,33 m, établi le 17 août 1983 à Berlin.

## Palmarès
| Date | Compétition                | Lieu     | Résultat | Marque |
| ---- | -------------------------- | -------- | -------- | ------ |
| 1981 | Coupe du monde des nations | Rome     | 1er      | 2,28 m |
| 1983 | Championnats du monde      | Helsinki | 2e       | 2,32 m |